# Sigvald Troell

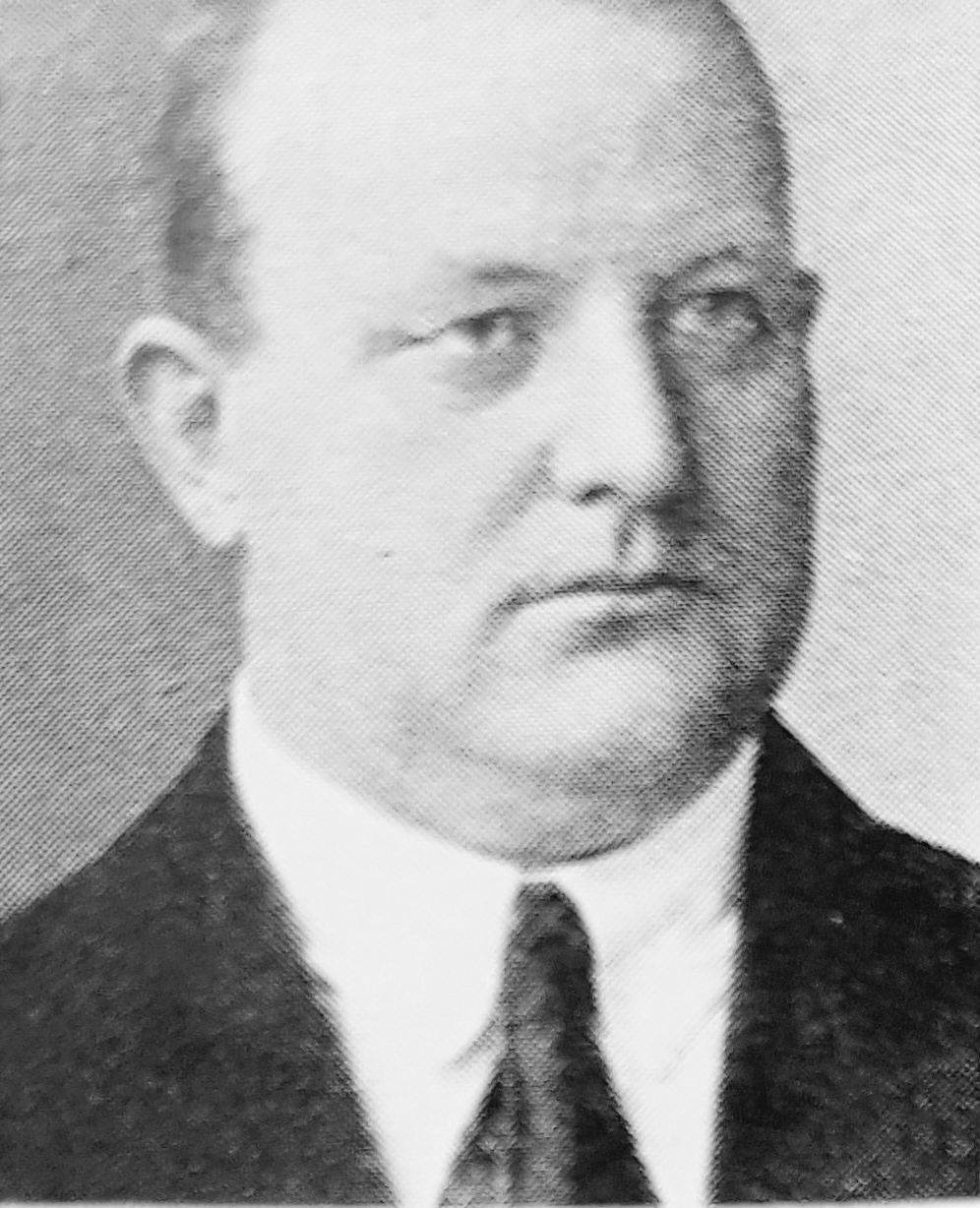
Sigvald Troell

Sigvald Troell, född 19 mars 1890 i Västra Sallerups församling, död 9 juni 1950 i Sollefteå, var en svensk jägmästare. Han var son till Jöns Troell och far till företagsledaren Sigvald Troell.
Efter studentexamen i Lund 1909 utexaminerades Troell från Skogsinstitutet 1916. Han blev assistent vid Uppsala akademiska skogsförvaltning 1916, biträdande länsjägmästare hos skogsvårdsstyrelsen i Västernorrlands län 1917 och länsjägmästare där 1945. Han utgav bland annat Skogsuppskattningstabeller för nordsvensk tall och gran (1952).
Troell blev ledamot av stadsfullmäktige i Sollefteå 1935, ordförande i beredningsnämnden för fastighetstaxering 1927 och i taxeringsnämnden från 1930, ledamot av brandstyrelsen från 1928 och ordförande där 1936.